# Liolaemus fabiani
Liolaemus fabiani — вид ігуаноподібних ящірок родини Liolaemidae. Ендемік Чилі.

## Поширення і екологія
Liolaemus fabiani мешкають на сході регіону Антофагаста, в районі солончака Салар-де-Атакама. Вони живуть на берегах озер і солончаків. Зустрічаються на висоті від 2300 до 3000 м над рівнем моря. Живляться комахами, є живородними.

## Збереження
МСОП класифікує цей вид як такий, що перебуває під загрозою зникнення. Liolaemus fabiani загрожує знищення природного середовища.